# Vườn quốc gia Waka
Vườn quốc gia Waka là một vườn quốc gia ở trung tâm Gabon. Nó bảo vệ hơn 1.000 km2 của rừng mưa nhiệt đới tại khối núi Chaillu. Một trong những đặc điểm nổi bật nhất là tách giãn Ikobe-Ikoi-Onoi ăn sâu và chi phối cảnh quan khu vực.